# Pseudobagrus medianalis
The Dianchi bullhead, Pseudobagrus medianalis, là một loài cá da trơn thuộc họ Cá lăng, được đặt tên theo Hồ Dian. Đây là loài đặc hữu của Trung Quốc.